# 井本直歩子
井本 直歩子（いもと なおこ、1976年5月20日 - ）は、東京都出身の元競泳選手で1996年アトランタオリンピック日本代表。近畿大学附属高等学校、慶應義塾大学総合政策学部卒業。国連児童基金教育専門官。日本バドミントン協会理事・一般社団法人SDGs in Sports代表理事。A型。

## 経歴
父は建築家・母はデザイナーという建築一家で、姉と弟の5人家族。
3歳の時に水泳を始め、B&G東京に所属し小学6年生で50m自由形で日本学童新記録を樹立した。
中学から大阪のイトマンに所属。近畿大学附属中学校2年、1990年北京アジア大会に最年少で出場し、50m自由形で銅メダルを獲得。
近畿大学附属高等学校では、1994年広島アジア大会の50m自由形で優勝、インターハイで3連覇した（100m自由形）。高校卒業後、通常であれば近畿大学へ進学するが、国際試合や遠征を通じて、様々な国に関心を寄せるようになり国際的な仕事がしたいと思い、慶應義塾大学総合政策学部に進学した。所属クラブはJSS東京。1995年、パンパシフィック水泳選手権、4x100mリレーで3分44秒8の日本記録を樹立。
20歳で迎えた、1996年アトランタオリンピックに出場し、200m自由形と4x100mリレーでは予選落ちしたが、千葉すず、山野井絵理、三宅愛子と組んだ4x200mリレーで4位入賞。
その後慶應大学を休学し、水泳で奨学金を得られるアメリカのサザンメソジスト大学に留学し、国際関係論を専攻した。
2000年シドニーオリンピック代表選考会で落選し現役を引退。慶應大学に復学して2001年に卒業。スポーツライターとして水泳、サッカー、陸上などの執筆活動を続けた。
元スピードスケート選手の橋本聖子参議院議員の秘書を1年間務め、2003年にはマンチェスター大学大学院修士号取得（貧困・紛争・復興）後、国際協力機構のインターンとしてガーナへ派遣、2007年から国連児童基金（ユニセフ）職員となりスリランカへ派遣、事務所教育専門官として2011年にハイチ(東日本大震災後に一時帰国。)、2013年にフィリピン、2014年にマリを経て、2016年からギリシャのアテネに赴任している。2023年から日本バドミントン協会理事。
2009年ニューズウィークが選ぶ「世界が尊敬する日本人100人」に選ばれた。2020年1月に日本財団主催の「HEROs AWARD 2019」を受賞した。

## 2020東京オリンピック聖火の引継ぎ
2020年東京オリンピックの聖火リレー引き渡し式がギリシャのアテネで2020年3月19日に行われた。井本も日本代表としてこの式で聖火を引き継いだ。
この引き渡し式は、日本から子供たちの代表も渡航して日本の文化パフォーマンスをおこなうなど盛大に行う予定であった。だが、2020年1月からの新型コロナウイルスの世界的感染拡大の事態に2020年3月6日には観客を入れずに規模を縮小して行うこととされた。新型コロナウイルスの猛威は大きくなる一方で、アメリカやヨーロッパでの感染拡大による非常事態宣言がでるに及んだ。ギリシャも入国者14日間隔離措置を開始した。引継ぎ式の2日前の3月17日に、代表としての組織委員会会長森喜朗、事務総長武藤敏郎、柔道男子野村忠宏、レスリング女子吉田沙保里といった代表一行は日本からの渡航ができず列席不可と発表した。この事態におよんで、日本側は式で聖火を受け取る日本側の代表となる代役を急遽探した。ギリシャ在住中、元オリンピック選手、現在ユニセフ職員として世界中の難民や移民を支援している、という適任者の井本が運よく見つかった。大使館から依頼を受けたのは引き渡し式の前日だった。
式の前日の大使館からの電話は、「明日あいてますか？」「仕事していますけどなんですか？」とのやりとりではじまった。そして、この大役を聞かされた。井本は「頭が真っ白になった、絶句だった、心臓がバクバクしました」。その後、組織委員会からの「白か赤のジャケットがあれば」といわれたがもちあわせていなかった。友人たちをあたって、無事赤白のいで立ちで式に臨み、この大役を果たした。